# Coppa KOVO 2006 (maschile)
La Coppa KOVO 2006, 1ª edizione della coppa di lega sudcoreana di pallavolo maschile, si è svolta dal 14 al 26 settembre 2006: al torneo hanno partecipato 6 squadre di club sudcoreane e la vittoria finale è andata per la prima volta agli Hyundai Skywalkers.

## Regolamento

### Formula
La competizione prevede una fase preliminare e la finale.
- Durante la fase preliminare le sei squadre provenienti dalla V-League si sfidano in un round-robin, al termine del quale le prime due classificate accedono alla finale;
- In finale le due formazioni qualificate si affrontano in gara unica.

### Criteri di classifica
L'ordine del posizionamento in classifica è stato definito in base a:
- Numero di partite vinte;
- Ratio dei punti realizzati/subiti;
- Ratio dei set vinti/persi.

## Squadre partecipanti
- Hyundai Skywalkers
- Korean Air Jumbos
- Korea Electric Power
- LIG Greaters
- Samsung Bluefangs
- Sangmu

## Torneo

### Fase preliminare

#### Risultati
| 14 settembre 2006 Yangsan Indoor Gymnasium, Yangsan Durata: 1h:39 - Spettatori: 2 200 | Samsung Bluefangs    | 3 - 1 | LIG Greaters         | 25-14, 22-25, 25-19, 25-20        |
| 15 settembre 2006 Yangsan Indoor Gymnasium, Yangsan Durata: 1h:40 - Spettatori: 400   | Korean Air Jumbos    | 1 - 3 | Hyundai Skywalkers   | 18-25, 25-23, 23-25, 14-25        |
| 15 settembre 2006 Yangsan Indoor Gymnasium, Yangsan Durata: 1h:10 - Spettatori: 130   | Korea Electric Power | 3 - 0 | Sangmu               | 25-18, 25-17, 25-23               |
| 16 settembre 2006 Yangsan Indoor Gymnasium, Yangsan Durata: 1h:14 - Spettatori: 1 200 | LIG Greaters         | 3 - 0 | Sangmu               | 25-16, 25-20, 29-27               |
| 16 settembre 2006 Yangsan Indoor Gymnasium, Yangsan Durata: 1h:38 - Spettatori: 550   | Korean Air Jumbos    | 3 - 1 | Korea Electric Power | 24-26, 25-18, 25-21, 25-19        |
| 17 settembre 2006 Yangsan Indoor Gymnasium, Yangsan Durata: 2h:10 - Spettatori: 3 500 | Hyundai Skywalkers   | 3 - 2 | Samsung Bluefangs    | 22-25, 24-26, 25-20, 25-19, 17-15 |
| 18 settembre 2006 Yangsan Indoor Gymnasium, Yangsan Durata: 1h:40 - Spettatori: 400   | Samsung Bluefangs    | 3 - 1 | Korea Electric Power | 23-25, 25-20, 25-18, 25-18        |
| 18 settembre 2006 Yangsan Indoor Gymnasium, Yangsan Durata: 2h:04 - Spettatori: 150   | Korean Air Jumbos    | 2 - 3 | Sangmu               | 20-25, 23-25, 25-13, 25-18, 10-15 |
| 19 settembre 2006 Yangsan Indoor Gymnasium, Yangsan Durata: 1h:38 - Spettatori: 300   | Hyundai Skywalkers   | 3 - 1 | LIG Greaters         | 25-20, 25-20, 24-26, 25-16        |
| 20 settembre 2006 Yangsan Indoor Gymnasium, Yangsan Durata: 1h:33 - Spettatori: 800   | Korean Air Jumbos    | 1 - 3 | Samsung Bluefangs    | 15-25, 25-21, 21-25, 16-25        |
| 20 settembre 2006 Yangsan Indoor Gymnasium, Yangsan Durata: 1h:10 - Spettatori: 400   | Hyundai Skywalkers   | 3 - 0 | Sangmu               | 25-18, 25-21, 25-21               |
| 21 settembre 2006 Yangsan Indoor Gymnasium, Yangsan Durata: 1h:42 - Spettatori: 450   | LIG Greaters         | 3 - 1 | Korea Electric Power | 23-25, 25-20, 25-21, 25-22        |
| 22 settembre 2006 Yangsan Indoor Gymnasium, Yangsan Durata: 1h:57 - Spettatori: 350   | LIG Greaters         | 2 - 3 | Korean Air Jumbos    | 21-25, 25-20, 18-25, 25-18, 13-15 |
| 23 settembre 2006 Yangsan Indoor Gymnasium, Yangsan Durata: 1h:44 - Spettatori: 750   | Hyundai Skywalkers   | 3 - 1 | Korea Electric Power | 25-18, 24-26, 25-18, 25-18        |
| 23 settembre 2006 Yangsan Indoor Gymnasium, Yangsan Durata: 1h:44 - Spettatori: 1 500 | Samsung Bluefangs    | 3 - 1 | Sangmu               | 25-23, 23-25, 25-18, 25-22        |

#### Classifica
| Pos. | Squadra              | G | V | P | SV | SP | Ratio | PF  | PS  | Ratio |
| ---- | -------------------- | - | - | - | -- | -- | ----- | --- | --- | ----- |
| 1    | Hyundai Skywalkers   | 5 | 5 | 0 | 15 | 5  | 3,000 | 484 | 407 | 1,189 |
| 2    | Samsung Bluefangs    | 5 | 4 | 1 | 13 | 9  | 1,444 | 494 | 437 | 1,130 |
| 3    | LIG Greaters         | 5 | 2 | 3 | 10 | 10 | 1,000 | 421 | 450 | 0,935 |
| 4    | Korean Air Jumbos    | 5 | 2 | 3 | 10 | 12 | 0,833 | 461 | 476 | 0,968 |
| 5    | Korea Electric Power | 5 | 1 | 4 | 7  | 12 | 0,583 | 408 | 452 | 0,902 |
| 6    | Sangmu               | 5 | 1 | 4 | 4  | 14 | 0,285 | 365 | 430 | 0,848 |

      Qualificata in finale.

### Finale
| 24 settembre 2006 Yangsan Indoor Gymnasium, Yangsan Durata: 1h:54 - Spettatori: 2 000 | Hyundai Skywalkers | 3 - 1 | Samsung Bluefangs | 25-20, 25-18, 21-25, 35-33 |